# David Robbins
David Peter Robbins (12 de agosto de 1942 - 4 de septiembre de 2003) fue un matemático estadounidense. Es conocido por su trabajo con las matrices de signos alternados y por sus generalizaciones de la fórmula de Herón en el campo de los polígonos, debido a lo que los pentágonos de Robbins (pentágonos cíclicos con longitudes de arista y áreas enteras) recibieron su nombre.

## Semblanza
Robbins se crio en Manhattan, donde asistió a la Fieldston School. Estudió en Universidad de Harvard, donde su asesor de pregrado fue Andrew Gleason. Se matriculó en el Instituto Tecnológico de Massachusetts para hacer su trabajo de posgrado y, después de una pausa durante la cual enseñó en Fieldston, se doctoró en 1970. Posteriormente enseñó en el MIT, en la Phillips Exeter Academy, en el Hamilton College y en la Universidad Washington y Lee. En 1980 se trasladó a Princeton y trabajó en el Instituto de Análisis de la Defensa hasta 2003, cuando falleció a consecuencia de un cáncer de páncreas.

## Reconocimientos
- En junio de 2003 se realizó un simposio en honor de Robbins, cuyos artículos se publicaron como un número especial de la revista Advances in Applied Mathematics.[2] La Mathematical Association of America estableció un premio nombrado en su honor en 2005, entregado cada tres años a uno o más investigadores en álgebra, combinatoria o matemáticas discretas. El primer ganador del premio, en 2008, fue Neil Sloane para OEIS.[5]

- La Sociedad Matemática Americana tiene otro premio, el Premio David Robbins (AMS) con el mismo nombre, cuyos primeros ganadores fueron Samuel P. Ferguson y Thomas C. Hales por su trabajo sobre la conjetura de Kepler.[6]